# Леиомано
Леиомано — дубина с акульими зубами, используемая в различных полинезийских культурах, но в основном коренными гавайцами.
Leiomano — это слово на гавайском языке, которое, возможно, произошло от lei o manō, что означает «лей акулы».
Оружие напоминает толстую ракетку для пинг-понга со вставкой из акульих зубов. Предпочтительным источником является тигровая акула. Эти зубы помещаются в канавки в булаве и пришиваются на место. Кончик рукояти также может использовать клюв марлина в качестве кинжала. Оружие функционирует как дубина с лезвием, похожая на обсидиановый макуауитль из доколумбовых мезоамериканских культур.

## Северная Америка
Оружие аналогичной формы было обнаружено в Кахокии, штат Иллинойс, в 1948 году Грегори Перино. Сильно поврежденное плугом, оружие состояло из восьми зубов, имитирующих кремний, и пяти настоящих акульих зубов на конце.